# Dichiarazione fraudolenta mediante uso di fatture o altri documenti per operazioni inesistenti
La dichiarazione fraudolenta mediante uso di fatture o altri documenti per operazioni inesistenti è un reato previsto nell'ordinamento giuridico italiano.

## Disciplina
L'art. 2 del D.Lgs. 74/2000 punisce, con la reclusione da 18 mesi a 6 anni, chiunque indichi elementi passivi fittizi nelle dichiarazioni annuali al fine di evadere le imposte sul valore aggiunto o sui redditi, avvalendosi di fatture o altri documenti per operazioni inesistenti.
A differenza dei reati previsti dai successivi articoli del decreto, non sono previste soglie minime per la punibilità penale.
Per i reati commessi fino al 17 settembre 2011 qualora gli elementi passivi fittizi siano inferiori a 154937,07 €, la pena era ridotta (da sei mesi a due anni) e non erano consentiti il fermo e l'arresto (art. 2 c. 3 D.Lgs. 74/2000 ora abrogato).
Il delitto viene commesso quando il soggetto registra nelle scritture contabili le fatture o comunque le detiene ai fini di prova nei confronti dell'amministrazione finanziaria. In ogni caso, è escluso che il reato possa ritenersi commesso fino al momento in cui tali elementi sono indicati nella dichiarazione annuale.
Va precisato che la definizione di "fatture o altri documenti" include qualsiasi documento con cui il soggetto possa provare l'esistenza di costi deducibili o imposte detraibili.
La nozione di operazione inesistente appare particolarmente ampia, includendo:
- le operazioni mai effettuate (cosiddetta inesistenza oggettiva): si pensi alla fattura di acquisto di un servizio, che in realtà non ho mai acquistato;
- le operazioni effettuate, ma per le quali è stato indicato in fattura un importo diverso, generalmente superiore (cosiddetta sovrafatturazione): si pensi ad un bene acquistato per 100, ma per il quale ricevo una fattura di 600; si noti che in tal caso la maggiore imposta indicata è pienamente esigibile nei confronti del cedente (art. 21 DPR 633/1972), pur non essendo detraibile per il cessionario in quanto operazione parzialmente inesistente;
- le operazioni effettuate ma tra parti diverse (cosiddetta inesistenza soggettiva): si tratta di un aspetto particolarmente delicato, perché in tal caso l'acquisto è stato realmente effettuato, ma da un fornitore diverso da quello indicato nella fattura. Si pensi alla società Alfa che acquista un bene dalla società Beta: a questo punto nell'operazione entra un terzo soggetto di comodo, spesso utilizzato per realizzare le cosiddette frodi carosello, la società Gamma, il quale riceve la fattura da Beta e contestualmente emette fattura ad Alfa. L'acquisto di Alfa risulta così effettuato dal fornitore Gamma, mentre in realtà il cedente reale era Beta. Spesso nel meccanismo di frode Gamma (il soggetto interposto) è una cartiera, ovvero un soggetto creato appositamente per emettere fatture false e incassare l'imposta sul valore aggiunto indicata nelle stesse e poi "sparire" senza riversarla allo Stato. Secondo un costante orientamento della Corte di cassazione, oltre a costituire reato, l'imposta versata dall'acquirente non è detraibile, poiché l'operazione risulta (soggettivamente) inesistente. Al riguardo tuttavia, una recentissima pronuncia della Cassazione[1] ha chiarito che "La circostanza che l'operazione si inserisca in una fattispecie fraudolenta di evasione dell'Iva non comporta, infatti, ineludibilmente la perdita, per il cessionario, del diritto di detrazione, attesa l'esigenza di tutela della buona fede del soggetto passivo, il quale non può essere sanzionato, con il diniego del diritto di detrazione, se «non sapeva e non avrebbe potuto sapere che l'operazione interessata si collocava nell'ambito di un'evasione commessa dal fornitore o che un'altra operazione facente parte della catena delle cessioni, precedente o successiva a quella da detto soggetto passivo, era viziata da evasione dell'Iva”.

### Consumazione
Il delitto è commesso al momento della presentazione della dichiarazione.
Se la dichiarazione fraudolenta è presentata da una società, per il reato risponde chi l'ha sottoscritta.

### Competenza
È competente il giudice del luogo di domicilio fiscale del contribuente.

## Frode carosello
Come detto, questa tipologia di reato è volta a creare un indebito credito Iva nei confronti dello Stato. Viene sfruttata la legislazione europea che prevede che le operazioni intracomunitarie di acquisto (importazione) e di vendita (esportazione) di prodotti/servizi siano esenti dal pagamento dell'Iva.
La società comunitaria X cede alla società nazionale Y un bene del valore di 100 euro, senza Iva, come da normativa vigente. La società nazionale Y vende (fittiziamente) lo stesso bene ad un'impresa connazionale, Z ad un prezzo di 122 euro, 100 euro + 22% di Iva poiché trattasi di vendita nel mercato interno. 
Z, pertanto, compra il bene pagandolo 122 euro, dichiarando allo Stato un credito Iva di 22 euro per l'acquisto effettuato.
Y, contestualmente, ha un debito Iva di 22 euro verso l'Erario, importo che in realtà non ha mai incassato e che quindi non verserà mai allo Stato, motivo per cui i soggetti titolari della società Y sono prestanomi o nullatenenti ed Y non istituisce scritture contabili né adempie agli obblighi delle dichiarazioni fiscali. Talvolta, è effettivamente una società fantasma non avendo neanche un locale commerciale o venendo messa in liquidazione pochi mesi dopo la sua nascita.
Y è una società cartiera, che produce fatture inesistenti con il solo scopo di creare un indebito credito Iva verso il Fisco e, ovviamente, insieme a X e Z fa parte dello stesso gruppo (gruppo di fatto più che giuridico).
Nelle frodi più strutturate, oltre alla cartiera, c'è anche la società filtro. In tal caso, si procede in questo modo. La società comunitaria X vende il bene a 100 euro, senza Iva, all'azienda nazionale Y.
Y, non avendo obiettivi di bilancio né utili da conseguire, non ha interesse a guadagnare né a generare utili. Ma ad abbassare il prezzo finale del prodotto (spiegheremo alla fine il motivo): riduce quindi l'imponibile Iva e rivende (fittiziamente) il bene a Z, quasi allo stesso prezzo di acquisto, 101 euro: 83 euro per il prodotto e 18 euro per l'Iva al 22%, presente poiché trattasi di vendita nel mercato interno. 
Z, pertanto, compra il bene pagandolo 101 euro, dichiarando allo Stato un credito Iva di 18 euro per l'acquisto effettuato. In questo modo, Z riesce a proporsi sul mercato con un prodotto dal prezzo estremamente concorrenziale, drogato dall'abbassamento dell'imponibile realizzato da Y grazie al mancato versamento Iva, alterando la competizione con gli altri operatori. Z, ricevuti i prodotti da Y e con il credito di 18 euro verso lo Stato, li rimette in commercio rivendendoli all'azienda nazionale W (spesso inconsapevole della frode ed estranea alle operazioni fraudolente) che poi si rivolge al consumatore finale (persona fisica senza partita iva). Z ha tutte le carte in regola per operare l'attività commerciale, dotata di una organizzazione stabile e adempiente a tutti i doveri previsti dalla legislazione fiscale per dare un’apparenza ancora più regolare alle cessioni dei beni. Infatti, il guadagno è già stato ottenuto con i passaggi tra X, Y e Z.
Alcune volte, è capitato che, inconsapevolmente, la società filtro fosse una azienda esterna al meccanismo che si è rivolta direttamente a Y, allettata dal basso costo del prodotto. La giurisprudenza sanziona anche tale soggetto (per incauto acquisto), specie qualora consapevole del carosello o se, con maggiori controlli, avrebbe potuto comprendere la motivazione di un prezzo così aggressivo.
È bene ricordare che in nessuno dei casi contemplati il debito Iva verso lo Stato viene saldato.
È uno schema utilizzato in particolare in tutti quei settori caratterizzati da grandi volumi di scambi e bassi margini di guadagno.